# Ga chợ Garak
Ga chợ Garak (Tiếng Hàn: 가락시장역, Hanja: 可樂市場驛) là ga trung chuyển trên Tàu điện ngầm Seoul tuyến 8 và Tàu điện ngầm vùng thủ đô Seoul tuyến 3 ở Garak-dong, Songpa-gu, Seoul. Ga chợ Garak nằm gần Chợ Garak, một trong những trung tâm bán buôn lớn nhất Seoul. Nó cũng nằm gần GS Mart, một siêu thị lớn.

## Lịch sử
- 22 tháng 11 năm 1996: Việc kinh doanh bắt đầu với việc khai trương Tàu điện ngầm Seoul tuyến 8
- 18 tháng 2 năm 2010: Trở thành ga trung chuyển với việc khai trương Tàu điện ngầm vùng thủ đô Seoul tuyến 3[2]

## Bố trí ga

### Tuyến số 3 (B2F)
| Suseo ↑                       |
| \| N/B                        |
| ↓ Bệnh viện Cảnh sát Quốc gia |

| Hướng Bắc | ●Tuyến 3 | ← Hướng đi Suseo · Dogok · Chungmuro · Daehwa    |
| Hướng Nam | ●Tuyến 3 | → Hướng đi Bệnh viện Cảnh sát Quốc gia · Ogeum → |

### Tuyến số 8 (B4F)
| Songpa ↑   |
| \| N/B     |
| ↓ Munjeong |

| Hướng Bắc | ●Tuyến 8 | ← Hướng đi Jamsil · Cheonho · Guri · Byeollae         |
| Hướng Nam | ●Tuyến 8 | → Hướng đi Jangji · Bokjeong · Dandaeogeori · Moran → |

## Xung quanh nhà ga
| Lối ra \| 나가는 곳 \| Exit \| 出口 | Lối ra \| 나가는 곳 \| Exit \| 出口 |
| ----------------------------------- | --- |
| 1                                   | Cổng phía nam Chợ Garak |
| 2                                   | Chợ Garak·Trung tâm mua sắm Garak |
| 2-1                                 | Chợ Garak·Trung tâm mua sắm Garak Trung tâm cộng đồng Garak 1-dong |
| 3                                   | Garak 1-dong Bưu điện Garak-dong Dongbu Centerville APT Kumho APT·Woosung APT Hiệp hội cứu hỏa Hàn Quốc Ngân hàng tiết kiệm KB Trung tâm phát triển nguồn nhân lực phụ nữ Songpa |
| 4                                   | Bệnh viện Cảnh sát Quốc gia Trung tâm cộng đồng Garakbon-dong Trung tâm việc làm phía đông Seoul Tổng công ty môi trường biển Quỹ bảo lãnh tín dụng Seoul                        |
| 5                                   | Công viên địa chất |
| 6                                   | Trường tiểu học Pyeonghwa Trường trung học cơ sở Gawon Trung tâm quản lý đài phát thanh trung tâm                                                                                |
| 7                                   | Olympic Family APT Songpa-daero |
| 8                                   | Munjeong 2-dong·Trung tâm cộng đồng Munjeong 2-dong Olympic Family APT Trung tâm an ninh công cộng Munjeong 2 Bưu điện Munjeong-dong                                             |

## Thư viện

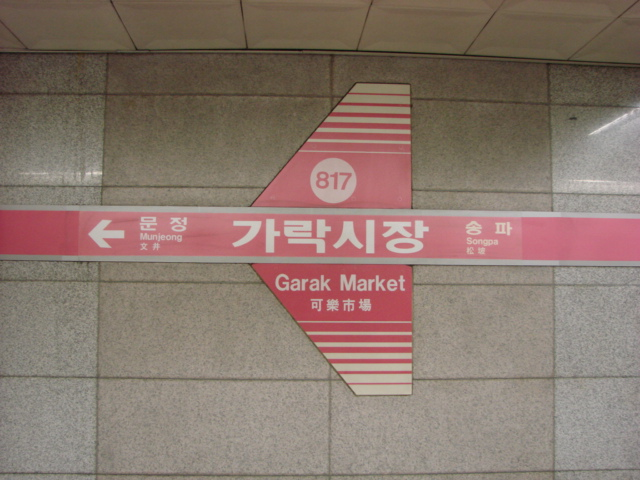
Bảng tên ga Tuyến 8
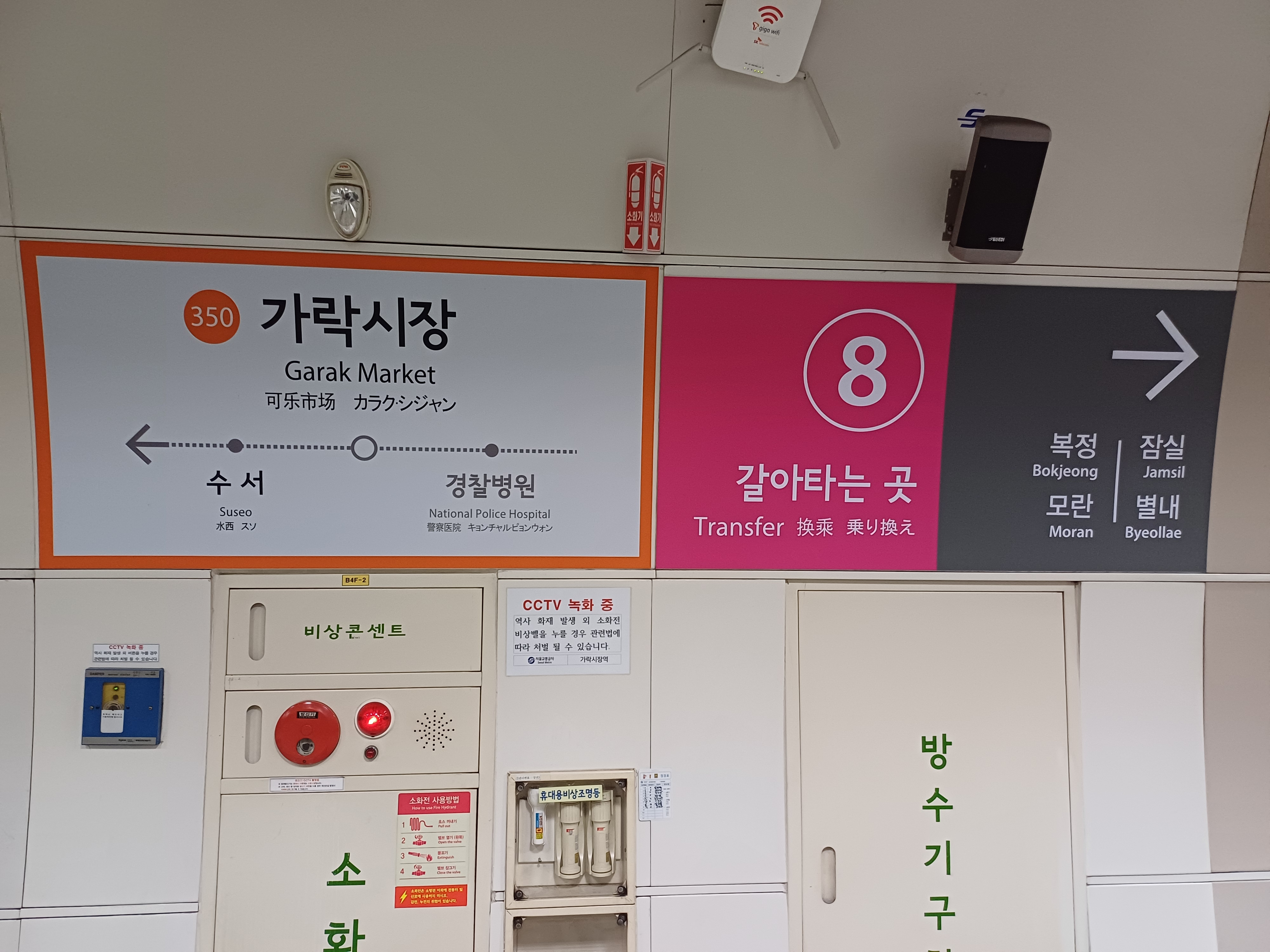
Bảng tên ga Tuyến 3 (Hiện đã được thay thế)